# هرمان بروک

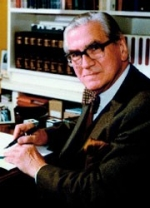
هرمان بروک

 هرمان بروک (انگلیسی: Hermann Brück؛ زاده ۱۹۰۵ درگذشته ۲۰۰۰) یک فیزیک‌دان، و ستاره‌شناس اهل آلمان بود.